# Kỷ Permi
Permi cũng là tên gọi khác cho phân nhóm ngôn ngữ thuộc hệ ngôn ngữ Permi
| Kỷ Permi                                              | |
| Nồng độ O 2 trung bình trong khí quyển giai đoạn này  | Khoảng 23 Vol % (115 % so với giá trị hiện tại)                                                                                      |
| Nồng độ CO 2 trung bình trong khí quyển giai đoạn này | Khoảng 900 ppm (3 lần giá trị tiền công nghiệp)                                                                                      |
| Nhiệt độ bề mặt nước biển trong giai đoạn này         | Khoảng 16 °C (2 °C trên mức hiện đại)                                                                                                |
| Mực nước biển (cao hơn ngày nay)                      | Ổn định ở mức 60 m (200 ft) cao hơn ngày nay vào đầu kỷ; sụt giảm mạnh vào giữa kỷ, và thấp hơn ngày nay −20 m (−66 ft) vào cuối kỷ. |

Kỷ Permi (Nhị Điệp) là một kỷ địa chất kéo dài từ khoảng 298,9 ± 0,15 triệu năm trước (Ma) tới 252,17 ± 0,06 Ma. Nó là kỷ cuối cùng của đại Cổ Sinh. Cũng giống như các kỷ địa chất khác, các địa tầng xác định kỷ Permi được xác định rất rõ ràng, nhưng niên đại chính xác của sự bắt đầu của kỷ là không chắc chắn với sai số vài triệu năm. Kỷ Permi diễn ra sau kỷ Than Đá (thế Pennsylvania tại Bắc Mỹ) và ngay sau nó là kỷ Trias thuộc đại Trung Sinh. Sự kết thúc của kỷ này được đánh dấu bằng sự kiện tuyệt chủng lớn, gọi là sự kiện tuyệt chủng kỷ Permi-kỷ Trias, đã được xác định niên đại chính xác hơn. Kỷ Permi được Roderick Murchison-một nhà địa chất học người Anh đặt tên trong thập niên 1840, theo khu vực được khai quật rộng khắp xung quanh thành phố Permi ở Nga. Các lớp khai quật tại Permi bao gồm một lượng lớn đá trầm tích lục địa màu đỏ và các lớp khai quật thuộc phần nước đại dương. Trong kỷ này xuất hiện phổ biến các loài bò sát tương tự như động vật có vú.

## Phân chia
| Hệ/ Kỷ                               | Thống/ Thế   | Bậc/ Kỳ      | Tuổi (Ma) | Tuổi (Ma) |
| ------------------------------------ | ------------ | ------------ | --------- | --------- |
| Trias                                | Hạ/Sớm       | Indu         | trẻ hơn   | trẻ hơn   |
| Permi                                | Lạc Bình     | Trường Hưng  | 251.902   | 254.14    |
| Permi                                | Lạc Bình     | Ngô Gia Bình | 254.14    | 259.1     |
| Permi                                | Guadalupe    | Capitan      | 259.1     | 265.1     |
| Permi                                | Guadalupe    | Word         | 265.1     | 268.8     |
| Permi                                | Guadalupe    | Road         | 268.8     | 272.95    |
| Permi                                | Cisural      | Kungur       | 272.95    | 283.5     |
| Permi                                | Cisural      | Artinsk      | 283.5     | 290.1     |
| Permi                                | Cisural      | Sakmara      | 290.1     | 295.0     |
| Permi                                | Cisural      | Assel        | 295.0     | 298.9     |
| Carbon                               | Pennsylvania | Gzhel        | già hơn   | già hơn   |
| Phân chia kỷ Permi theo ICS năm 2017 |              |              |           |           |

Ba đơn vị phân chia nhỏ của kỷ Permi được đưa ra dưới đây từ già (cổ) nhất tới trẻ nhất, và bao gồm các tầng động vật cũng từ cổ nhất tới trẻ nhất. Các tên gọi thời kỳ/giai đoạn tương đương được đặt trong đóng mở ngoặc. 
- Thế Cisural [299.0 ± 0.8 - 270.6 ± 0.7 Ma]
  - Tầng Assel (Krumaia/Uskalikia/Surenia/Wolfcamp/Rotliegendes) [299.0 ± 0.8 - 294.6 ± 0.8 Ma]
  - Tầng Sakmara (Sterlitamakia/Tastubia/Leonard/Wolfcamp/Rotliegendes) [294.6 ± 0.8 - 284.4 ± 0.7 Ma]
  - Tầng Artinsk (Baigendzinia/Aktastinia/Rotliegendes) [284.4 ± 0.7 - 275.6 ± 0.7 Ma]
  - Tầng Kungur (Iren/Filippov/Leonard/Rotliegendes) [275.6 ± 0.7 - 270.6 ± 0.7 Ma]
- Thế Guadalupe [270.6 ± 0.7 - 260.4 ± 0.7 Ma]
  - Tầng Road (Ufa/Zechstein) [270.6 ± 0.7 - 268.0 ± 0.7 Ma]
  - Tầng Word (Kazan/Zechstein) [268.0 ± 0.7 - 265.8 ± 0.7 Ma]
  - Tầng Capitan (Kazan/Zechstein) [265.8 ± 0.7 - 260.4 ± 0.7 Ma]
- Thế Lạc Bình (Lopingian) [260.4 ± 0.7 Ma - 251.0 ± 0.4 Ma]
  - Tầng Ngô Gia Bình (Wuchiapingian) hay (Dorashamia/Ochoa/Longtania/Rustler/Salado/Castile/Zechstein) [260.4 ± 0.7 Ma - 253.8 ± 0.7 Ma]
  - Tầng Trường Hưng (Changhsingian) (Djulfia/Ochoa/hồ Dewey/Zechstein) [253.8 ± 0.7 Ma - 251.0 ± 0.4 Ma]

## Đại dương
Mực nước biển trong kỷ Permi nói chung tương đối thấp, và các môi trường ven bờ biển đã bị thu hẹp bởi sự tập hợp của gần như tất cả các khối đất lớn lại với nhau thành một siêu lục địa là Pangea. Một siêu lục địa, thậm chí là rất lớn, luôn có ít đường bờ biển hơn so với từ 6 đến 8 lục địa nhỏ hơn có cùng tổng diện tích. Nó có thể là một trong những nguyên nhân gây ra sự tuyệt chủng hàng loạt các loài động vật biển vào cuối kỷ này bởi sự suy giảm nghiêm trọng các khu vực nông cạn ven biển mà nhiều dạng sự sống trong đại dương luôn ưa thích.

## Cổ địa lý học

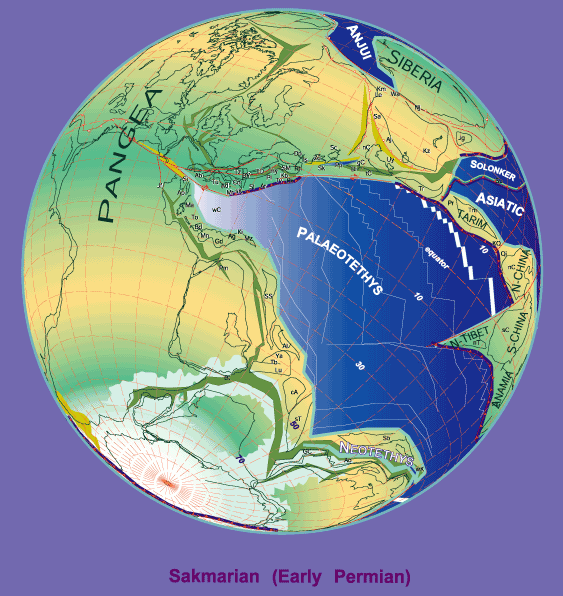
Bản đồ Trái Đất ở kỷ Permi

Trong kỷ Permi, tất cả các khối đất lớn của Trái Đất, ngoại trừ phần thuộc Đông Á ngày nay, đã kết hợp lại với nhau thành một siêu lục địa, gọi là Pangea. Pangea bao trùm khu vực xích đạo và mở rộng về phía hai cực, với hiệu ứng tương ứng đối với các dòng hải lưu trong một đại dương lớn, gọi là "Panthalassa", ("đại dương toàn thế giới").
Một siêu lục địa lớn như vậy tạo ra các điều kiện khí hậu với các dao động lớn về nóng và lạnh ("khí hậu lục địa") và gió mùa với mô hình mưa có tính chất theo mùa rõ rệt. Các sa mạc dường như đã trải rộng khắp Pangea. Các điều kiện khô như thế thích hợp cho thực vật hạt trần với các hạt nằm trong các lớp bảo vệ hơn là cho các loại thực vật như dương xỉ trong việc phân tán bào tử. Các loài cây thân gỗ hiện đại đầu tiên như thông (ngành Pinophyta), bạch quả (ngành Ginkgophyta) và tuế (ngành Cycadophyta) đã xuất hiện trong kỷ Permi.
Ba khu vực chung là đặc biệt đáng lưu ý đối với các trầm tích kỷ Permi bao gồm: dãy núi Ural (trong đó có cả Permi), Trung Quốc và miền tây nam Bắc Mỹ, trong đó thung lũng Permi tại bang Texas, Hoa Kỳ được đặt tên như vậy do nó có một trong những lớp trầm tích dày nhất trong các loại đá thuộc kỷ Permi trên thế giới.

## Sự sống

### Động vật biển
Các trầm tích đại dương thuộc kỷ Permi rất giàu các hóa thạch của động vật thân mềm (ngành Mollusca), động vật da gai (ngành Echinodermata) và động vật tay cuộn (ngành Brachiopoda). Các vỏ hóa thạch của hai chủng loại động vật không xương sống được sử dụng rộng rãi để xác định các địa tầng kỷ Permi và so sánh chúng giữa các khu vực là: các sinh vật thuộc bộ Fusulinida, một loại sinh vật đơn bào có vỏ tương tự như amip thuộc ngành Foraminifera, và các con cúc (phân lớp Ammonoidea), một dạng động vật chân đầu có vỏ- các họ hàng xa của ốc anh vũ (phân bộ Nautilina) ngày nay.
Kết thúc của kỷ Permi, bọ ba thùy và 90% các nhóm động vật biển khác đã bị tuyệt chủng.

### Động vật trên cạn
Sự sống trên đất liền trong kỷ Permi bao gồm các loại thực vật đa dạng, động vật chân đốt (ngành Arthropoda) và nhiều dạng khác nhau của động vật bốn chân (siêu lớp Tetrapoda) kỷ Pecmi.
Kỷ Permi bắt đầu với hệ thực vật thuộc kỷ Than đá vẫn còn phồn thịnh. Vào khoảng giữa kỷ Permi đã có sự chuyển tiếp lớn trong hệ thực vật. Các dạng thạch tùng ưa thích đầm lầy của kỷ Than đá, chẳng hạn Lepidodendron và Sigillaria, đã được thay thế bởi những loại tùng bách có ưu thế hơn, là các loại cây thích nghi tốt hơn với các thay đổi khí hậu. Trong kỷ Permi đã phát sinh nhiều nhóm cây tùng bách, bao gồm các tổ tiên của các họ tùng bách ngày nay. Bạch quả và tuế cũng xuất hiện trong thời kỳ này. Các cánh rừng rậm rạp đã xuất hiện tại nhiều nơi, với sự đa dạng các nhóm thực vật.
Một lượng các nhóm côn trùng quan trọng mới cũng xuất hiện trong thời kỳ này, bao gồm các loài thuộc các bộ như bộ Cánh cứng (Coleoptera) và bộ Hai cánh (Diptera).
Động vật bốn chân kỷ Permi bao gồm các loại động vật lưỡng cư (lớp Amphibia) như bộ Temnospondyli, phân lớp Lepospondyli và Batrachosauria và bò sát như lớp Sauropsida và Synapsida (các bộ Pelycosauria và Therapsida). Thời kỳ này cũng là giai đoạn phát triển của các loại động vật sống hoàn toàn trên cạn và sự xuất hiện của động vật ăn cỏ và ăn thịt lớn đầu tiên.
Hệ động vật trên cạn giai đoạn Permi sớm đã chủ yếu là Pelycosauria và Amphibia, giai đoạn Permi giữa là Therapsida nguyên thủy như phân bộ Dinocephalia, và giai đoạn Permi muộn là các loại Therapsida nhiều ưu thế hơn như phân bộ Gorgonopsia và cận bộ Dicynodontia. Vào cuối kỷ Permi thì các loại bò sát thuộc nhóm Archosauriformes đầu tiên đã xuất hiện (họ Proterosuchidae, bộ Thecodontia); trong kỷ tiếp theo (kỷ Trias) thì chúng đã tiến hóa thành các dạng nhiều ưu thế hơn, cuối cùng thành khủng long (Dinosaur). Cũng xuất hiện vào cuối kỷ Permi là các loài thuộc phân bộ Cynodontia đầu tiên, và chúng có lẽ đã tiến hóa thành động vật có vú trong kỷ Trias.

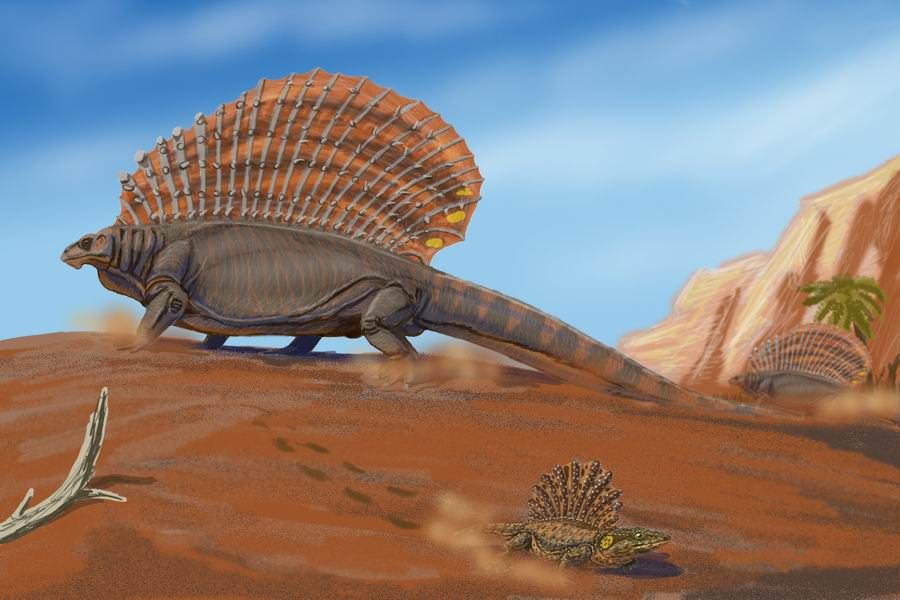
Edaphosaurus pogonias và Platyhystrix - Kỷ Permi sớm, tại Bắc Mỹ và châu Âu
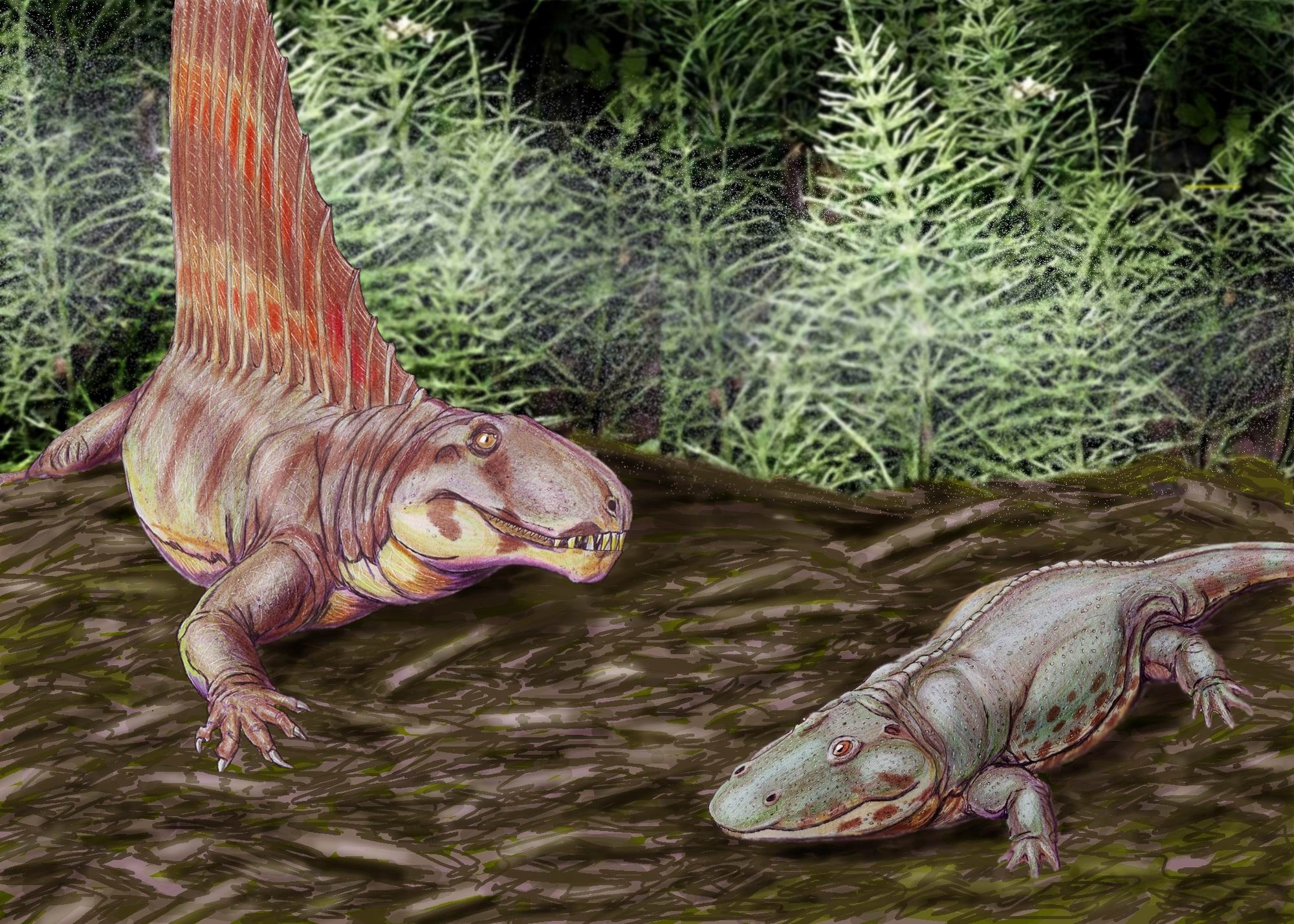
Dimetrodon và Eryops - Kỷ Permi sớm, Bắc Mỹ
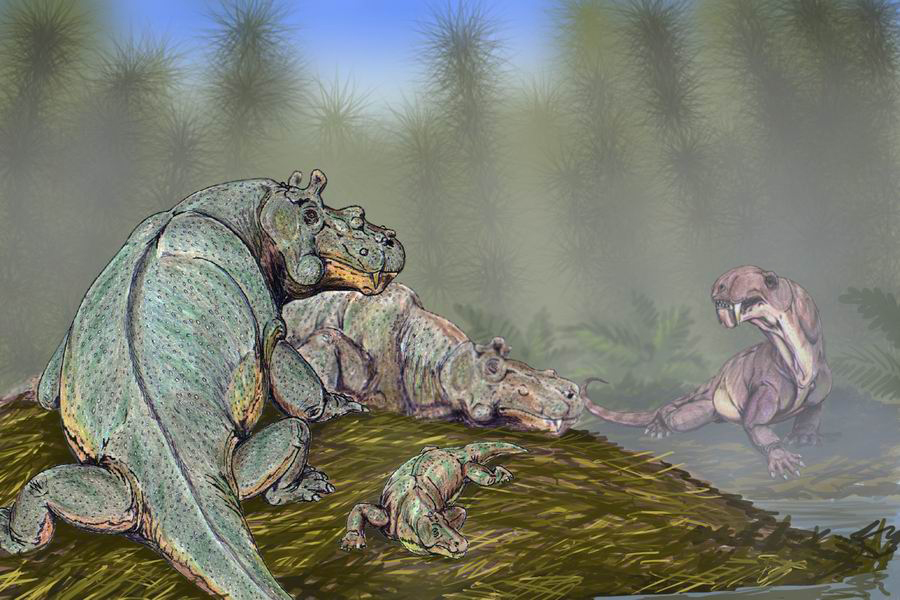
Ocher fauna, Estemmenosuchus và Ivantosaurus - Kỷ Permi giữa, vùng Ural
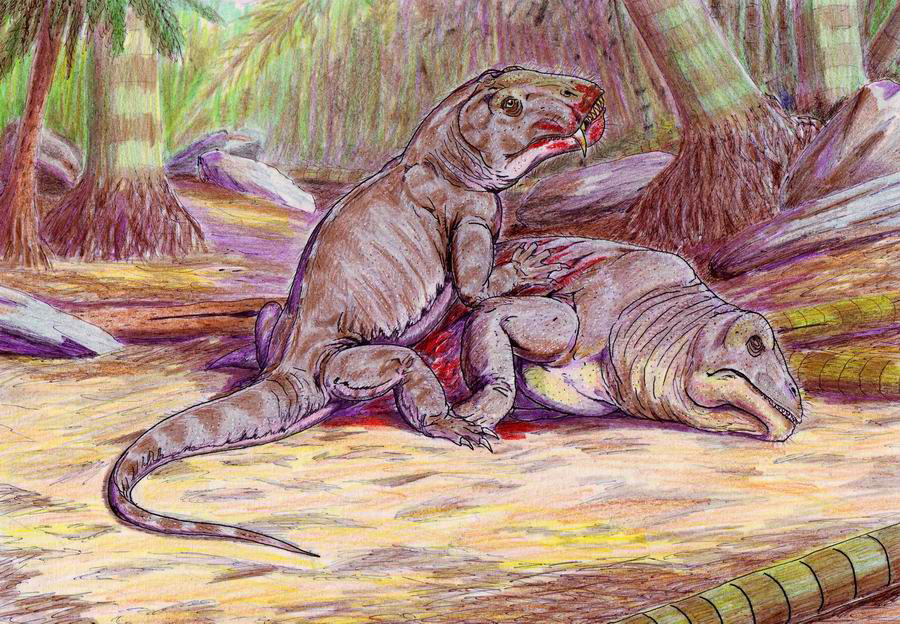
Titanophoneus và Ulemosaurus - vùng Ural

### Côn trùng
Xuất hiện ở đại lục Pennsylvania vào kỷ Permi, thành công nhất cho tới nay chính là những họ hàng của gián nguyên thủy. Có 6 chân di chuyển nhanh, 4 chiếc cánh gấp, mắt khá tốt, phát triển mạnh bộ râu (khứu giác), một hệ thống tiêu hóa ăn tạp, một cơ quan cho việc lưu trữ tinh trùng, một bộ xương ngoài bằng kitin có thể hỗ trợ và bảo vệ, cũng như một dạng miệng hiệu quả, cho nó một lợi thế vượt trội hơn các động vật ăn cỏ khác. Khoảng 90% các loài côn trùng vào đầu kỷ Permi là các loài côn trùng giống gián ("Blattopterans").
Hình thức nguyên thủy của chuồn chuồn (Odonata) là những kẻ săn mồi thống trị trên không và chuyên ăn thịt côn trùng trên mặt đất. Odonata xuất hiện trong kỷ Permi và tất cả đều có vòng đời lưỡng cư (ấu trùng sống dưới nước, con trưởng thành sống trên cạn), cũng như tất cả các loài chuồn chuồn hiện đại. Dạng hóa thạch lâu đời nhất của họ này xuất hiện từ kỷ Devon. Hóa thạch cho thấy họ chuồn chuồn có thể đã sở hữu các đặc tính giống như ngày nay thậm chí là từ kỷ Cacbon muộn. Một số loài trong họ rất lớn so với ngày nay, có sải cánh lên tới 71 cm, có thể bắt các loài động vật có xương sống nhỏ. Một số nhóm côn trùng khác cũng xuất hiện trong kỷ Permi, bao gồm Coleoptera (ong) và Hemiptera (côn trùng thực sự).

## Sự kiện tuyệt chủng kỷ Permi-kỷ Trias
Kỷ Permi kết thúc với sự kiện tuyệt chủng rộng lớn nhất được ghi lại trong cổ sinh vật học: Sự kiện tuyệt chủng kỷ Permi-kỷ Trias. 90% đến 95% các loài sinh vật biển đã tuyệt chủng, cũng như khoảng 70% loài sinh vật trên cạn. Ở mức độ riêng rẽ, có lẽ tới 99,5% số lượng các loại sinh vật khác nhau đã biến mất do hậu quả của sự kiện này.
Ở đây cũng có các chứng cứ đáng kể cho thấy sự ngập lụt rộng khắp gây ra bởi đá bazan nóng chảy từ sự phun trào macma đã gây ra sức ép môi trường và dẫn tới sự tuyệt chủng hàng loạt. Sự suy giảm môi trường sống ven biển và độ khô cằn tăng lên cũng góp phần vào sự kiện này.
Một giả thuyết khác cho rằng đó là do sự phun trào khí sulfide hiđrô từ lòng biển cả. Các phần của đại dương bị mất oxy hòa tan trong nước theo chu kỳ đã cho phép các chủng loại vi khuẩn sống không cần oxy có thể phát triển mạnh mẽ và tạo ra một lượng lớn khí sulfide hiđrô. Nếu một lượng lớn khí này được tích lũy trong khu vực thiếu oxy thì nó có thể thoát ra ngoài khí quyển.
Các loại khí có tính oxy hóa trong khí quyển có thể triệt tiêu loại khí độc này nhưng sulfide hiđrô có lẽ đã tiêu thụ hết tất cả khí trong khí quyển có thể chuyển hóa nó. Nồng độ sulfide hiđrô đã tăng lên một cách đáng kể trong vài trăm năm.
Mô hình hóa sự kiện như thế đã chỉ ra rằng khí này có thể tiêu hủy ozon trong các tầng trên của khí quyển, làm cho bức xạ tia cực tím lại tiếp tục giết chết nốt các loài đã sống sót sau sự phun trào khí độc này (Kump và những người khác, 2005). Tất nhiên, còn tồn tại những loài có thể chuyển hóa sulfide hiđrô.
Thậm chí người ta còn đưa ra một giả thuyết mang tính suy đoán nhiều hơn là các bức xạ mãnh liệt từ các siêu tân tinh cận kề là nguyên nhân gây ra sự tuyệt chủng này.
Trùng ba lá đã phát triển thịnh vượng kể từ kỷ Cambri, cuối cùng đã bị tuyệt chủng trước khi kỷ Permi kết thúc.
Năm 2006, một nhóm các nhà khoa học Hoa Kỳ từ Đại học Tiểu bang Ohio thông báo rằng có chứng cứ cho thấy tồn tại một hố do thiên thạch (hố vùng đất Wilkes) gây ra với đường kính khoảng 500 km tại châu Nam Cực. Hố này nằm ở độ sâu 1,6 km phía dưới lớp băng của khu vực vùng Wilkes ở miền đông châu Nam Cực. Các nhà khoa học đã suy đoán là va chạm mạnh này có thể đã gây ra sự kiện tuyệt chủng kỷ Permi-kỷ Trias, mặc dù niên đại của nó là dao động trong khoảng 100-500 triệu năm trước. Họ cũng suy doán là nó cũng góp phần bằng một cách thức nào đó đối với sự chia tách của Australia ra khỏi khối đất Nam Cực, mà khi đó cả hai đều là các phần của siêu lục địa Gondwana.